# Suchá dolina (Belianské Tatry)
Suchá dolina je zalesněná dolina, dlouhá přibližně 2 km, nalézající se v Belianských Tatrách. 

## Poloha
Údolí ústí asi 1 kilometr za Tatranskou kotlinou ve výši 793 m n. m. a jeho konec je ve výši 1700 m n. m.. Z Faixové vybíhají dvě ramena, která oddělují Dolinu Drabina od Suché doliny. Dolinu ohraničuje Faixová, jejíž hřeben pokračuje přes Faixové sedlo, Kozí hřbet na Skalnaté vráta a na Bujačí vrch. Z něj vybíhá skalnatý hřeben Margita, který pokračuje k Malé Margitě a pak se jeho rameno stáčí na západ přes Dlhý vrch a směřuje k ústí doliny. Kuriu dolinku, která je součástí Babiej doliny, odděluje hřeben, který spadá z Bujačího vrchu směrem na Margitu. Úsek hřebene Malé Margity odděluje Suchou dolinu od Černé doliny.

## Jeskyně
Na svahu Bujačího vrchu jsou dvě jeskyně. Alabastrová jeskyně, která je přírodní památkou a je pro turisty nepřístupná, a Ledová pivnica.

## Potoky
Dolinou protéká Suchý potok, který pramení pod sedlem Priehyba mezi Sivým vrchem a ostrou. Pod Bílou skálou (1316 m n. m.) a Hutianským sedlem Suchý potok kaskádovitě padá a tvoří peřeje. Tento úsek potoka se nazývá Stoky.

## Turistika
Do doliny nevedou turistické stezky.
Částí údolí vede asfaltová cesta, která se používá pro svoz dřeva.